# Батарито смугастоголовий
Батари́то смугастоголовий (Dysithamnus striaticeps) — вид горобцеподібних птахів родини сорокушових (Thamnophilidae). Мешкає в Центральній Америці.

## Поширення і екологія
Смугастоголові батарито поширені на карибському узбережжі Центральної Америки в Гондурасі на південь від Ель-Параїсо, Нікарагуа та Коста-Риці. Вони живуть в тропічних рівнинних лісах на висоті до 900 м над рівнем моря.